# III. Armee-Inspektion (Deutsches Kaiserreich)

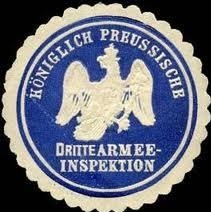
Siegelmarke

Die III. Armee-Inspektion war eine Inspektion der Preußischen Armee.

## Stand 1889
- Generalinspekteur: General der Infanterie Großherzog Ludwig IV. von Hessen und bei Rhein
- Hauptquartier: Darmstadt
- Unterstellte Einheiten:
  - VII. Armee-Korps
  - VIII. Armee-Korps
  - IX. Armee-Korps

## Stand 1906
- Generalinspekteur: General der Infanterie Oskar von Lindequist
- Hauptquartier: Hannover
- Unterstellte Einheiten:
  - VII. Armee-Korps
  - VIII. Armee-Korps
  - IX. Armee-Korps
  - XVIII. Armee-Korps
  - XIII. (Königlich Württembergisches) Armee-Korps

## Stand 1914
- Generalinspekteur: Generaloberst Karl von Bülow
- Hauptquartier: Hannover
- Unterstellte Einheiten:
  - VII. Armee-Korps in Münster
  - IX. Armee-Korps in Altona
  - X. Armee-Korps in Hannover